# Keanan Bennetts
Keanan Chidozie Bennetts (nacido el 9 de marzo de 1999) es un futbolista inglés que juega como delantero para el Borussia Mönchengladbach de la Bundesliga de Alemania.

## Trayectoria

### Borussia Mönchengladbach
Bennetts se unió al Borussia Mönchengladbach procedente de la academia Tottenham Hotspur en 2018. Hizo su debut profesional con el Borussia Mönchengladbach en la Bundesliga el 16 de junio de 2020 sustituyendo a Lars Stindl en el minuto 90 en el partido en casa contra el VfL Wolfsburg que terminó con una victoria por 3-0.

#### Ipswich Town (préstamo)
El 2 de octubre de 2020, Bennetts se unió al Ipswich Town en un contrato de préstamo de una temporada. Hizo su debut con el Ipswich como suplente en la segunda mitad en la victoria por 4-1 sobre Blackpool el 10 de octubre. El 15 de diciembre anotó su primer gol para el club en la victoria por 2-1 sobre Burton Albion. Bennetts hizo 30 apariciones durante su período de préstamo en Ipswich, anotando una vez.

## Selección nacional
Bennetts hizo dos apariciones con la selección sub-15 de Alemania en 2014, después de haber sido elegible a través de su madre. Más tarde cambió para representar a Inglaterra a nivel internacional. También se negó a representar a Nigeria, elegible a través de su padre, en la Copa Mundial de Fútbol Sub-20 de 2019.